# Список правителей Малайзии

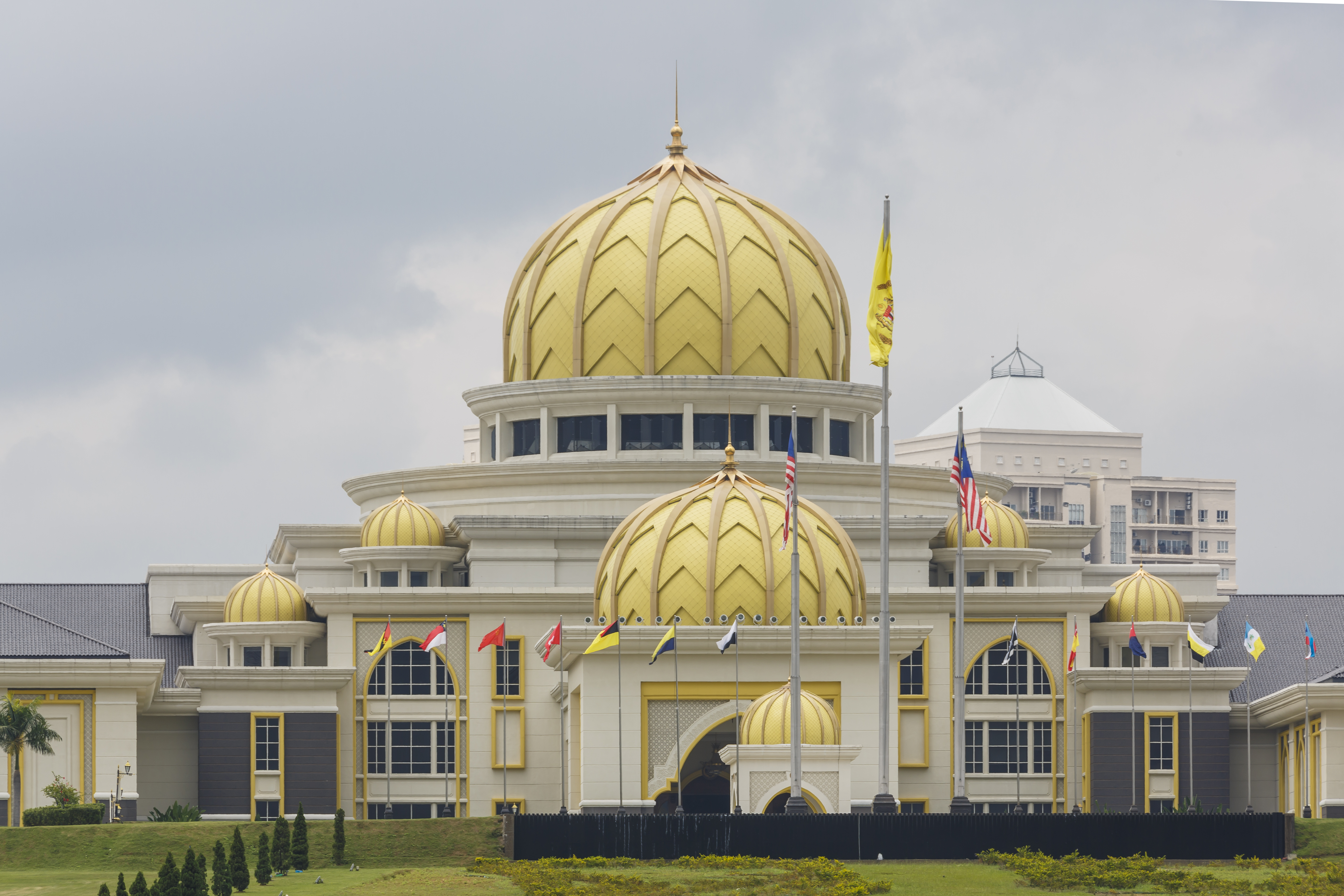
Национальный дворец

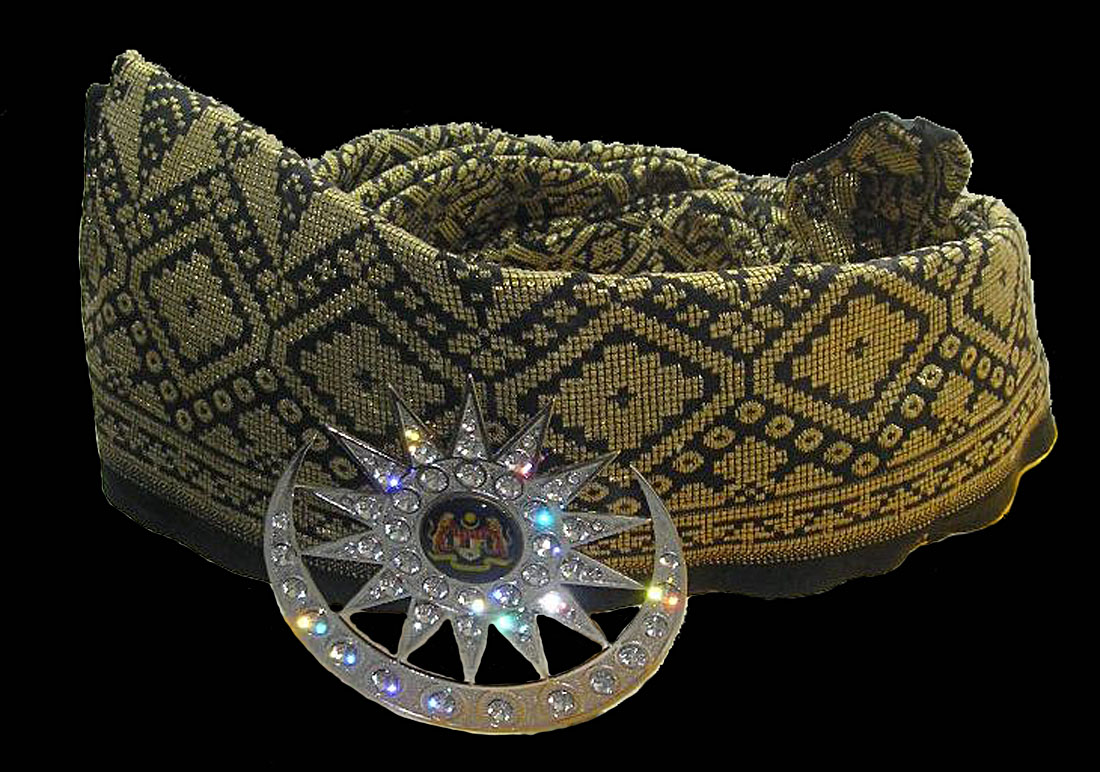
Тенгколок Дираджа, коронационный головной убор

Список правителей Малайзии включает лиц, являвшихся главой государства союза малайских государств после провозглашения 31 августа 1957 года независимости Малайской Федерации (англ. Federation of Malaya, малайск. Persekutuan Tanah Melayu), созданной 1 февраля 1948 года. Независимость была провозглашена в соответствии с принятым летом 1957 года Парламентом Соединённого королевства Законом о независимости Малайи, главой государства стал Янг ди-Пертуан Агонг (англ. и малайск. Yang di-Pertuan Agong, Верховный правитель), избираемый из числа наследственных правителей входящих в состав федерации монархий; коронные колонии в её составе были преобразованы в губернаторства.
Правительство Её Величества летом 1963 года инициировало соглашение о создание федеративного государства из членов Малайской Федерации, самоуправляемого Государства Сингапур и британских колоний на острове Калимантан Северное Борнео и Саравак с названием Малайзия (англ. и малайск. Malaysia). Прекращение суверенитета Великобритании над Сингапуром, Северным Борнео и Сараваком было утверждено законом, принятым парламентом Соединённого Королевства. Создание Малайзии было оформлено 16 сентября 1963 года законом, принятым парламентом Малайской Федерации, однако уже 7 августа 1965 года между Сингапуром и Малайзией было подписано соглашение о выходе первого из состава второй, 9 августа оно вступило в силу.
Малайзия является федеративной парламентской конституционной монархией, в которой Янг ди-Пертуанг Агонг избирается на пятилетний срок среди наследственных правителей девяти штатов Малайзии (султанаты Джохор, Кедах, Келантан, Негери-Сембилан, Паханг, Перак, Селангор, Тренгану и раджанат Перлис). Избрание осуществляет Конференция правителей (англ. Conference of Rulers, малайск. Majlis Raja-Raja), в которую помимо них входят Янг ди-Пертуанг Негери (руководители) четырёх штатов, не являющихся монархиями (губернаторства Малакка, Пинанг, Сабах и Саравак). В конференции, собираемой с целью проведения выборов, которая проходит после истечения полномочий предыдущего Янг ди-Пертуанг Агонга (а также при сложении им полномочий или его смерти), участвуют только девять наследственных правителей. Тайное голосование проводится по кандидатурам правителей поочерёдно (в алфавитном порядке наименований возглавляемых ими штатов, начиная со следующего за предшествующим избранием). Избранным становится правитель, за которого первым было подано 5 голосов. Аналогичным образом избирают Тимбалан Янг ди-Пертуан Агонга (англ. и малайск. Timbalan Yang di-Pertuan Agong, Заместителя Верховного правителя), это голосование начинается с правителя, чей штат в алфавитном порядке является следующим после штата избранного Янг ди-Пертуанг Агонга.
Избранные лица сохраняют положение правящих монархов и глав мусульман своих штатов, однако могут назначить регентов. В своих действиях Янг ди-Пертуанг Агонг руководствуется рекомендациями правительства и парламента. После принятия в 1983 году конституционной поправки, лишившей его права вето (абсолютного и отлагательного), за ним сохранилось  право роспуска парламента (а если это предлагается премьер-министром, право не распускать парламент). Формально, он утверждает законодательные акты, назначает премьер-министра, судей Федерального суда, вручает государственные награды, а также обладает правом помилования лиц, осуждённых за преступления, совершённые на федеральных территориях (Куала-Лумпур, Путраджая и Лабуан).
После образования Малайзии в актах используется титул Милостью Аллаха, Верховный правитель штатов и территорий Малайзии (малайск. Yang di-Pertuan Agong, Dengan kurnia Allah bagi negeri-negeri dan wilayah-wilayah Malaysia).
Применённая в первом столбце таблицы нумерация является условной. Официальная нумерация Янг ди-Пертуанг Агон как титула верховного правителя указана римскими цифрами верхним индексом. Малайские имена и термины приводятся в современной малайской системе письма (латинизированной) без отражения написания в традиционной системе джави (модифицированном арабском алфавите).

## Список
|           | Портрет          | Имя (годы жизни) | Полномочия       | Полномочия                                          | Титул                                                                 | Штат           | Пр.           |
| Начало    | Портрет          | Имя (годы жизни) | Окончание        |                                                     | Титул                                                                 | Штат           | Пр.           |
| --------- | ---------------- | --- | ---------------- | --------------------------------------------------- | --------------------------------------------------------------------- | -------------- | ------------- |
| 1I        |                  | Туанку Абдул Рахман ибни аль-Мархум Туанку Мухаммад (1895—1960) малайск. Tuanku Abdul Rahman Ibni Al-Marhum Tuanku Muhammad | 31 августа 1957  | 1 апреля 1960                                       | Янг ди-Пертуан Агонг малайск. Yang di-Pertuan Agong                   | Негри-Сембилан | [ 13 ] [ 14 ] |
| и. о.     |                  | Султан Хисамуддин Алам Шах ибни аль-Мархум Султан Алаиддин Сулейман Шах (1898—1960) малайск. Sultan Hisamuddin Alam Shah Ibni al-Marhum Sultan Alaiddin Sulaiman Shah                                                                  | 1 апреля 1960    | 14 апреля 1960                                      | Тимбалан Янг ди-Пертуан Агонг малайск. Timbalan Yang di-Pertuan Agong | Селангор       | [ 15 ]        |
| 2II       | 14 апреля 1960   | Султан Хисамуддин Алам Шах ибни аль-Мархум Султан Алаиддин Сулейман Шах (1898—1960) малайск. Sultan Hisamuddin Alam Shah Ibni al-Marhum Sultan Alaiddin Sulaiman Shah                                                                  | 1 сентября 1960  | Янг ди-Пертуан Агонг малайск. Yang di-Pertuan Agong |                                                                       | Селангор       | [ 15 ]        |
| и. о.     |                  | Туанку Сайед Харун Путра Аль-Хадж ибни аль-Мархум Сайед Хассан Джамалуллаил (1920—2000) малайск. Tuanku Syed Harun Putra Al-Haj Ibni al-Marhum Syed Hassan Jamalullail                                                                 | 1 сентября 1960  | 21 сентября 1960                                    | Тимбалан Янг ди-Пертуан Агонг малайск. Timbalan Yang di-Pertuan Agong | Перлис         | [ 16 ] [ 17 ] |
| 3III      | 21 сентября 1960 | Туанку Сайед Харун Путра Аль-Хадж ибни аль-Мархум Сайед Хассан Джамалуллаил (1920—2000) малайск. Tuanku Syed Harun Putra Al-Haj Ibni al-Marhum Syed Hassan Jamalullail                                                                 | 21 сентября 1965 | Янг ди-Пертуан Агонг малайск. Yang di-Pertuan Agong |                                                                       | Перлис         | [ 16 ] [ 17 ] |
| 4IV       |                  | Туанку Исмаил Насируддин Шах ибни аль-Мархум Султан Зайнал Абидин Муадзам Шах (1907—1979) малайск. Tuanku Ismail Nasiruddin Shah Ibni Al-Marhum Sultan Zainal Abidin Muʾadzam Shah                                                     | 21 сентября 1965 | Янг ди-Пертуан Агонг малайск. Yang di-Pertuan Agong | 21 сентября 1970                                                      | Тренггану      | [ 18 ]        |
| 5V (I)    |                  | Аль-Мутасиму Биллахи Мухиббуддин Туанку Аль-Хадж Абдул Халим Муадзам Шах ибни Аль-Мархум Султан Бадлишах (1927—2017) малайск. Al-Muʾtasimu Billahi Muhibbuddin Tuanku Al-Haj Abdul Halim Muʾadzam Shah Ibni Al-Marhum Sultan Badlishah | 21 сентября 1970 | Янг ди-Пертуан Агонг малайск. Yang di-Pertuan Agong | 21 сентября 1975                                                      | Кедах          | [ 19 ] [ 20 ] |
| 6VI       |                  | Тенгку Яхья Петра ибни Аль-Мархум Султан Ибрахим (1917—1979) малайск. Tengku Yahya Petra Ibni Al-Marhum Sultan Ibrahim | 21 сентября 1975 | Янг ди-Пертуан Агонг малайск. Yang di-Pertuan Agong | 29 марта 1979                                                         | Келантан       | [ 21 ]        |
| и. о.     |                  | Султан Хаджи Ахмад Шах Аль-Мустаин Биллахи ибни Аль-Мархум Султан Абу Бакар Риаятуддин Аль-Муадзам Шах (1930—2019) малайск. Sultan Haji Ahmad Shah Al-Mustaʾin Billahi Ibni Al-Marhum Sultan Abu Bakar Riʾayatuddin Al-Muʾadzam Shah   | 29 марта 1979    | 26 апреля 1979                                      | Тимбалан Янг ди-Пертуан Агонг малайск. Timbalan Yang di-Pertuan Agong | Паханг         | [ 22 ] [ 23 ] |
| 7VII      | 26 апреля 1979   | Султан Хаджи Ахмад Шах Аль-Мустаин Биллахи ибни Аль-Мархум Султан Абу Бакар Риаятуддин Аль-Муадзам Шах (1930—2019) малайск. Sultan Haji Ahmad Shah Al-Mustaʾin Billahi Ibni Al-Marhum Sultan Abu Bakar Riʾayatuddin Al-Muʾadzam Shah   | 26 апреля 1984   | Янг ди-Пертуан Агонг малайск. Yang di-Pertuan Agong |                                                                       | Паханг         | [ 22 ] [ 23 ] |
| 8VIII     |                  | Аль-Мутаваккин Алаллах Султан Махмуд Искандар Аль-Хадж ибни Аль-Мархум Султан Исмаил Аль-Калиди (1932—2010) малайск. Al-Mutawakkin Alallah Sultan Mahmud Iskandar Al-Haj Ibni Al-Marhum Sultan Ismail Al-Khalidi                       | 26 апреля 1984   | Янг ди-Пертуан Агонг малайск. Yang di-Pertuan Agong | 26 апреля 1989                                                        | Джохор         | [ 24 ] [ 25 ] |
| 9IX       |                  | Султан Азлан Мухибуддин Шах ибни Аль-Мархум Султан Юссуф Иззуддин Гафаруллахула (1928—2014) малайск. Sultan Azlan Muhibuddin Shah Ibni Al-Marhum Sultan Yussuf Izzuddin Shah Ghafarullahu-lah                                          | 26 апреля 1989   | Янг ди-Пертуан Агонг малайск. Yang di-Pertuan Agong | 26 апреля 1994                                                        | Перак          | [ 26 ] [ 27 ] |
| 10X       |                  | Туанку Джаафар ибни Аль-Махрум Ямтуан Абдул Рахман (1922—2008) малайск. Tuanku Jaʾafar Ibni Al-Marhum Tuanku Abdul Rahman | 26 апреля 1994   | Янг ди-Пертуан Агонг малайск. Yang di-Pertuan Agong | 26 апреля 1999                                                        | Негри-Сембилан | [ 28 ]        |
| 11XI      |                  | Салахуддин Абдул Азиз Шах ибни Аль-Мархум Султан Хизамуддин Алам Шах Аль-Хадж (1926—2001) малайск. Salehuddin Abdul Aziz Shah Al-Haj Ibni Al-Marhum Sultan Hisamuddin Alam Shah Al-Haj                                                 | 26 апреля 1999   | Янг ди-Пертуан Агонг малайск. Yang di-Pertuan Agong | 21 ноября 2001                                                        | Селангор       | [ 29 ] [ 30 ] |
| и. о.     |                  | Аль-Ватику Билла Туанку Мизан Зайнал Абидин ибни Аль-Мархум Султан Махмуд аль-Муктафи Билла Шах (1962—) малайск. Al-Wathiqu Billah Tuanku Mizan Zainal Abidin Ibni Al-Marhum Sultan Mahmud Al-Muktafi Billah Shah                      | 21 ноября 2001   | 13 декабря 2001                                     | Тимбалан Янг ди-Пертуан Агонг малайск. Timbalan Yang di-Pertuan Agong | Тренггану      | [ 31 ]        |
| 12XII     |                  | Туанку Сайед Сиражуддин ибни Аль-Мархум Туанку Сайед Путра Джамалуллайл (1943—) малайск. Tuanku Syed Sirajuddin Ibni Al-Marhum Tuanku Syed Putra Jamalullail                                                                           | 13 декабря 2001  | 13 декабря 2006                                     | Янг ди-Пертуан Агонг малайск. Yang di-Pertuan Agong                   | Перлис         | [ 32 ] [ 33 ] |
| 13XIII    |                  | Аль-Ватику Билла Туанку Мизан Зайнал Абидин ибни Аль-Мархум Султан Махмуд аль-Муктафи Билла Шах (1962—) малайск. Al-Wathiqu Billah Tuanku Mizan Zainal Abidin Ibni Al-Marhum Sultan Mahmud Al-Muktafi Billah Shah                      | 13 декабря 2006  | 13 декабря 2011                                     | Янг ди-Пертуан Агонг малайск. Yang di-Pertuan Agong                   | Тренггану      | [ 31 ]        |
| 5XIV (II) |                  | Аль-Мутасиму Биллахи Мухиббуддин Туанку Аль-Хадж Абдул Халим Муадзам Шах ибни Аль-Мархум Султан Бадлишах (1927—2017) малайск. Al-Muʾtasimu Billahi Muhibbuddin Tuanku Al-Haj Abdul Halim Muʾadzam Shah Ibni Al-Marhum Sultan Badlishah | 13 декабря 2011  | 13 декабря 2016                                     | Янг ди-Пертуан Агонг малайск. Yang di-Pertuan Agong                   | Кедах          | [ 19 ] [ 20 ] |
| 14XV      |                  | Султан Мухаммад V (1969—) малайск. Sultan Muhammad V урожд. Тенгку Мухаммад Фарис Петра ибни Султан Исмаил Петра малайск. Tengku Muhammad Faris Petra ibni Sultan Ismail Petra                                                         | 13 декабря 2016  | 6 января 2019                                       | Янг ди-Пертуан Агонг малайск. Yang di-Pertuan Agong                   | Келантан       | [ 34 ] [ 35 ] |
| и. о.     |                  | Султан Назрин Муизуддин Шах ибни Альмархум Султан Азлан Мухибуддин Шах Аль-Магфурлах (1956—) малайск. Sultan Nazrin Muizzuddin Shah ibni Almarhum Sultan Azlan Muhibbuddin Shah Al-Maghfur-Lah                                         | 6 января 2019    | 31 января 2019                                      | Тимбалан Янг ди-Пертуан Агонг малайск. Timbalan Yang di-Pertuan Agong | Перак          | [ 36 ] [ 37 ] |
| 15XVI     |                  | Аль-Султан Абдулла Риаятуддин Аль-Мустафа Билла Шах ибни Султан Хаджи Ахмад Шах аль-Мустаин Билла (1959—) малайск. Al-Sultan Abdullah Riʾayatuddin Al-Mustafa Billah Shah ibni Sultan Haji Ahmad Shah Al-Mustaʾin Billah               | 31 января 2019   | 31 января 2024                                      | Янг ди-Пертуан Агонг малайск. Yang di-Pertuan Agong                   | Паханг         | [ 38 ] [ 39 ] |
| 16XVII    |                  | Султан Ибрагим ибни Альмахрум Султан Искандар Аль-Хадж (1958—) малайск. Sultan Ibrahim ibni Almarhum Sultan Iskandar Al-Haj | 31 января 2024   | действующий                                         | Янг ди-Пертуан Агонг малайск. Yang di-Pertuan Agong                   | Джохор         | [ 40 ] [ 41 ] |